# Landschaftsschutzgebiet Quellbereich an der Nordflanke des Tönsberges

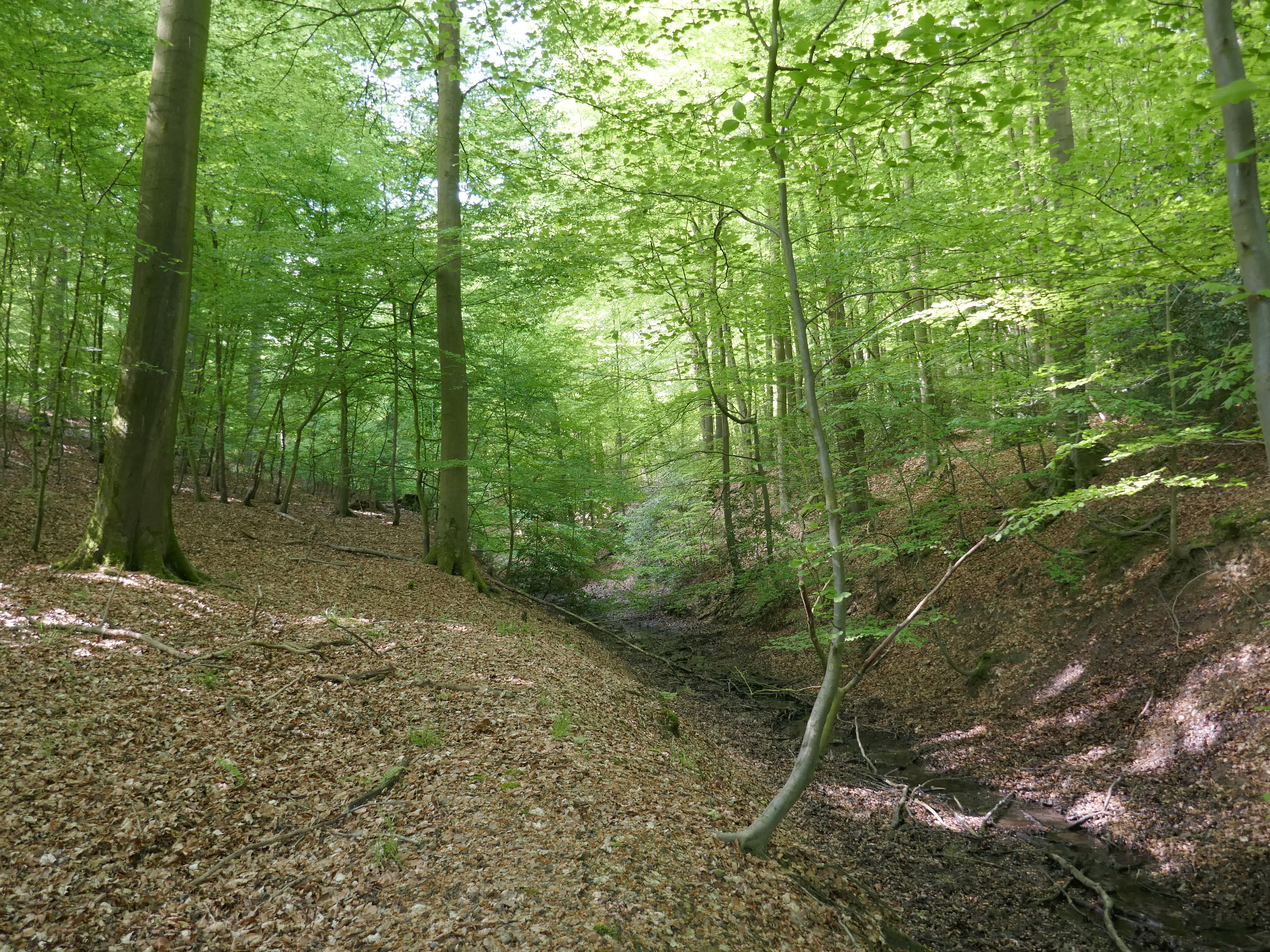
Quellbereich an der Nordflanke des Tönsberges

Das Landschaftsschutzgebiet Quellbereich an der Nordflanke des Tönsberges mit etwa 6,8 ha Flächengröße liegt südwestlich von Währentrup im Stadtgebiet von Oerlinghausen. Es wurde 2001 mit dem Landschaftsplan Nr. 2 Leopoldshöhe/Oerlinghausen-Nord durch den Kreistag des Kreises Lippe als Landschaftsschutzgebiet (LSG) ausgewiesen. Wie eine Insel liegt das Naturdenkmal Geologischer Aufschluss westlich Gut Wistinghausen im Landschaftsschutzgebiet Quellbereich an der Nordflanke des Tönsberges. Südlich grenzt direkt das Naturschutzgebiet Tönsberg (Naturschutzgebiet) an.

## Beschreibung
Das LSG umfasst Quellbereiche mit Kerbtälern mit Bach-Erlen-Eschen-Waldbestand und kleinere inselartige Buchenwälder am Nordhang des Tönsberges. Auch Fichten- und Fichtenmischwälder gehören zu LSG. Bei den Buchenwäldern sind Hainsimsen- und Waldmeister-Buchenwald zu finden. An den Quellbächen gibt es Quellfluren und an den Bächen fragmentarisch Erlenwälder.
Zum Wert des Schutzgebietes führt der Landschaftsplan aus: „Im Bereich des überwiegend durch Nadelholz geprägten Teutoburger Waldes stellt dieser Quellbereich mit naturnahem Waldbestand und unverschmutztem Quellwasser einen besonders seltenen und äußerst empfindlichen Lebensraum dar.“
Das gesamte LSG, das darin liegende Naturdenkmal und zwei weiter westlich liegende Teilflächen führt das Biotopkataster NRW vom Landesamt für Natur, Umwelt und Verbraucherschutz Nordrhein-Westfalen als schutzwürdigen Biotop Quellbäche und Buchenwaldbestände östlich Oerlinghausen (BK-4018-382)  und einer Flächengröße von 16,80 ha auf.
Das Biotopkataster NRW führt zum Biotop Quellbäche und Buchenwaldbestände östlich Oerlinghausen auf: „Die gefährdeten und schutzwürdigen Pflanzengesellschaften sind nur teilweise in gesellschaftstypischer Artenkombination vorhanden. Eine, in der westlichen Teilfläche gelegene, Quelle ist eingefasst und wird als Wassertretbecken genutzt. Im Gebiet befinden sich geologisch interessante Objekte. In der westlichen Teilfläche sind dies zwei Muschelkalk-Aufschlüsse, davon einer in einem aufgelassenen Steinbruch. In der östlichen Teilfläche handelt es sich hierbei um einen aufgelassenen Steinbruch in einem Kerbtal. Auf der Steinbruchsohle hat sich ein Stillgewässer entwickelt. Die Quellbäche stellen wertvolle Refugial- und Trittsteinbiotope für hygrophile Arten dar.“

## Schutzzwecke für das LSG
Laut Landschaftsplan erfolgte die Ausweisung des LSG
- „zur Erhaltung und Wiederherstellung der Leistungsfähigkeit des Naturhaushaltes mit seinen vielfältigen Funktionen Wasserschutz, Klimaschutz, Bodenschutz, Biotop- und Artenschutz in einem durch Siedlungsbereiche, Streubebauung und Verkehr stark beanspruchten und z.T. beeinträchtigten Raum,“
- „zur Erhaltung der Nutzungsfähigkeit der Naturgüter,“
- „zur Erhaltung und Entwicklung des für den Planungsraum typischen Landschaftsbildes mit seinen prägenden Tälern, naturnahen Waldbeständen, geomorphologischen Ausprägungen und gliedernden und belebenden Elementen,“
- „zur Erhaltung und Sicherung der besonderen Bedeutung des Planungsraumes für die Erholung.“[1]

## Rechtliche Vorschriften
Im Landschaftsschutzgebiet ist unter anderem das Errichten von Bauten und Fischteichen verboten. Grün- und Brachland darf nicht in eine andere Nutzungsart umgewandelt oder umgebrochen werden. Es ist auch verboten Hunde frei laufen zu lassen. ausgenommen ist die ordnungsgemäße Jagd, Hof- und Gartenbereiche und der Einsatz von Hütehunden im Rahmen einer Beweidung.